# Şamaxı (distrikt)
Shamakhi Rayon är ett distrikt i Azerbajdzjan. Det ligger i den östra delen av landet, 110 km väster om huvudstaden Baku. Antalet invånare är 85 795. Arean är 1 611 kvadratkilometer.
Terrängen i Shamakhi Rayon är kuperad åt sydost, men åt nordväst är den bergig.
Följande samhällen finns i Shamakhi Rayon:
- Shamakhi
- Geoglyar-Dag
- Çarhan
- Birinci Çaylı
- Məlhəm
- Qızmeydan
- Kerkench
- Nüydi
- Archiman
- Şərədil
- Saqiyan
- Avaxıl
- Sabirli
- Talışnuru
- Kelakhany
- Dədəgünəş
- Pirbeyli